# Bautevila
Bautevila (francès Beauteville) és un municipi occità del Lauraguès, en el Llenguadoc, del departament de l'Alta Garona, a la regió d'Occitània.